# Gianluigi Savoldi
Gianluigi Savoldi (Gorlago, Provincia de Bérgamo, Italia, 9 de junio de 1949 - Bérgamo, Provincia de Bérgamo, Italia, 13 de abril de 2008) fue un futbolista italiano. Se desempeñaba en la posición de centrocampista. Su hermano mayor Giuseppe Savoldi también fue futbolista profesional.

## Clubes
| Club              | País   | Año       |
| ----------------- | ------ | --------- |
| C. S. Trevigliese | Italia | 1967-1968 |
| F. C. Viareggio   | Italia | 1968-1969 |
| Atalanta B. C.    | Italia | 1969-1970 |
| Juventus F. C.    | Italia | 1970-1973 |
| A. C. Cesena      | Italia | 1973-1974 |
| Vicenza Calcio    | Italia | 1974-1975 |
| Juventus F. C.    | Italia | 1975-1976 |
| U. C. Sampdoria   | Italia | 1976-1979 |
| Giulianova Calcio | Italia | 1979-1980 |
| Livorno Calcio    | Italia | 1980-1981 |

## Palmarés

### Campeonatos nacionales
| Título  | Club           | País   | Año     |
| ------- | -------------- | ------ | ------- |
| Serie A | Juventus F. C. | Italia | 1971-72 |
| Serie A | Juventus F. C. | Italia | 1972-73 |